# Притхвирадж III
Притхвирадж III, или Притхвирадж Чаухан (около 1159 или 1166, Аджмер — 1192, Газни) — царь (махараджа) из индуистской раджпутской династии Чауханов (Чахаманов), правивший большим царством на севере Индии во второй половине XII века.
Притхвирадж Чаухан был предпоследним правителем-индуистом на троне Дели (последним был Хему Чандра Викрамадитья в 1556 году). Он унаследовал трон и правил из двух столиц — Аджмер и Дели. Его царство охватывало территории современных штатов Раджастхан и Харьяна, под его руководством раджпуты эффективно противостояли мусульманской агрессии. Притхвирадж Чаухан успешно разбил войска гуридского правителя Мухаммада Гури в Первой тараинской битве в 1191 году, но погиб во время Второй тараинской битвы в следующем году. В результате битва была проиграна индуистами, а Дели перешёл под контроль мусульманских правителей.
История тайного бегства в 1175 году Притхвираджа Чаухана с Самьюктой, дочерью Джайчанда, раджи Каннауджа из династии Гахадвала, стала популярна в качестве романтичного рассказа и темы эпической поэмы Притхвирадж Расо, написанной придворным поэтом Притхвираджа Чанд Бардаем.

## В популярной культуре
О его жизни был снят ряд индийских фильмов и сериалов, установлены монументы и мемориалы. Многие из таких современных пересказов изображают Притхвираджа как безупречного героя и подчёркивают национальное единство.
Является героем одиночной кампании в вышедшем в 2013 году дополнении Age of Empires II HD: The Forgotten, а также фильма «Притхвирадж» (2022).